# Trường Phổ thông Vùng cao Việt Bắc
Trường Phổ thông Vùng cao Việt Bắc là trường Phổ thông Dân tộc Nội trú Trung ương có địa chỉ tại xã Quyết Thắng, thành phố Thái Nguyên, tỉnh Thái Nguyên.
Trong suốt hơn 50 năm xây dựng và phát triển, nhà trường đã giành được những thành tích xuất sắc, có đóng góp lớn vào sự nghiệp phát triển giáo dục cho các tỉnh miền núi phía Bắc và sự phát triển các dân tộc. Từ ngày 26/09/2022, trường được chuyển về trực thuộc Ủy ban Dân tộc theo quyết định số 1127/QĐ-TTg của Thủ tướng Chính phủ (trước đó trực thuộc Bộ Giáo dục và Đào tạo).

## Lịch sử hình thành và phát triển
Tiền thân của nhà trường là Trường thiếu nhi Vùng cao Khu tự trị Việt Bắc, được thành lập vào năm 1957. Khi đó, nhà trường chỉ có hơn 10 cán bộ, giáo viên và hơn 30 học sinh là con em người dân tộc thiểu số, chương trình học phổ thông cấp I. Năm 1970, trường sáp nhập với trường Bổ túc Công Nông thành trường Bổ túc Công Nông và Phổ thông Vùng cao Việt Bắc. Năm 1976, Khu Tự trị Việt Bắc giải thể, trường được chuyển giao sang Bộ giáo dục quản lý và được đổi tên thành trường Phổ thông Vùng cao Việt Bắc cho đến ngày nay.
Trải qua hơn 50 năm xây dựng và trưởng thành, Trường Phổ thông Vùng cao Việt Bắc đã có một chặng đường lịch sử vẻ vang, luôn được Đảng và Nhà nước quan tâm, tạo điều kiện trong công tác thực hiện nhiệm vụ tạo nguồn cán bộ là người dân tộc thiểu số cho các tỉnh miền núi phía Bắc nước ta. Thầy và trò nhà trường đã vinh dự được 3 lần đón Chủ tịch Hồ Chí Minh về thăm.
Hơn 50 năm qua, cùng với sự phát triển của ngành giáo dục, Trường Phổ thông Vùng cao Việt Bắc đã có những bước phát triển vững chắc. Mục tiêu đào tạo của nhà trường ngày càng mở rộng và phát triển đa hệ đào tạo, gồm: Trung học cơ sở, Trung học phổ thông Dân tộc nội trú và Dự bị Đại học Dân tộc. Trường đã đào tạo được hơn 22.000 học sinh là con em của 32 dân tộc thiểu số thuộc 21 tỉnh miền núi từ Quảng Bình trở ra, trong đó có 210 học sinh thuộc dân tộc rất ít người như: Ngái, Lự, Mảng, Sila, Clao, La Chí, La Hủ, Cống, Pu Péo, Bố Y; 218 học sinh đoạt giải quốc gia, trong đó có nhiều em đạt giải nhất, nhì. Hơn 95% học sinh đỗ đại học hàng năm.

## Chức năng nhiệm vụ
Tạo nguồn cán bộ là người dân tộc thiểu số thuộc vùng sâu, vùng xa, vùng kinh tế đặc biệt khó khăn, kém phát triển cho các tỉnh miền núi của miền Bắc (từ Quảng Bình trở ra).

## Quy mô đào tạo
1. Lượng học sinh hàng năm vào khoảng 2300 đến 2500 em[6].
2. Hệ phổ thông: Hàng năm tuyển sinh từ 700 đến 800 học sinh[6].
3. Hệ dự bị Đại học: Hàng năm tuyển sinh từ 500 đến 600 học sinh[6].

## Đội ngũ cán bộ

### Tổng số cán bộ, giáo viên, công nhân viên
Gồm có 221 người bao gồm 152 nữ và 69 nam:
- Giáo viên: 137 người
- Cán bộ, công nhân viên: 84 người
- Cán bộ là người dân tộc thiểu số: 58 người

### Trình độ đào tạo
- Tiến sĩ: 01

- Anh hùng Lao động (2015)[1].
- Huân chương Lao động hạng Nhất, hạng Nhì, hạng Ba[4].
- Huân chương Độc lập hạng Nhì (2012)[5], hạng Ba[4].
- Bằng khen của Thủ tướng Chính phủ[4].